# Kátia Flávia, a Godiva do Irajá
"Kátia Flávia, a Godiva do Irajá" é uma canção do cantor brasileiro Fausto Fawcett, lançada como parte integrante do álbum Fausto Fawcett e os Robôs Efêmeros (1987). Ela foi escrita por Fawcett e Laufer e fez sucesso à época de seu lançamento, tendo sido essencial para isso a sua inclusão na trilha sonora da novela O Outro . A versão mais conhecida, no entanto, pertece à Fernanda Abreu, gravada em 1997 e nomeada a duas categorias do MTV Video Music Brasil.
Fausto disse que gostaria que a música tivesse se tornado filme protagonizado por Maitê Proença.
Em 1992, Katia Flávia, a Godiva do Irajá, juntamente com Facada Leite Moça do album Império dos Sentidos, foi transformada em conto publicado na antologia Básico Instinto

## Composição
A canção foi escrita inspirada na imprensa veiculando guerras tratando mísseis, aviões de caça e outros armamentos como protagonistas dos conflitos. Além disso, ela foi composta em um momento em que o país saía da censura da ditadura militar, e temas como sexo começaram a se tornar algo comum. Ela fala sobre uma mulher chamada Kátia Flávia, uma mulher loira e perigosa, originária do bairro carioca do Irajá. A letra ainda cita o míssil Exocet na frase "Alô, polícia! Eu tô usando um Exocet calcinha!".

## Videoclipe
A canção recebeu um videoclipe que foi transmitido pelo programa Fantástico em 26 de julho de 1987.

## Versão de Fernanda Abreu
Em 1997, a canção foi regravada pela cantora Fernanda Abreu. Ela foi lançada como primeiro single do álbum Raio X, lançado pela EMI em 5 de maio de 1997.

### Videoclipe
O videoclipe de "Kátia Flávia, a Godiva do Irajá" foi dirigido pelo então marido da cantora, Luiz Stein. Erika Palomino da Folha de S. Paulo disse que o clipe era "pop, moderno, tudo" e elogiou Fernanda por estar "ótima sem a mecha branca no cabelo e roupitcha apertada". Ganhou uma indicação ao MTV Video Music Brasil 1997 na categoria "Escolha da Audiência".

## Lista de faixas
CD single
1. "Kátia Flávia, a Godiva do Irajá" - 4:34

## Prêmios e indicações
| Ano  | Prêmio                 | Versão         | Categoria            | Resultado |
| ---- | ---------------------- | -------------- | -------------------- | --------- |
| 1997 | MTV Video Music Brasil | Fernanda Abreu | Escolha da Audiência | Indicado  |
| 1997 | MTV Video Music Brasil | Fernanda Abreu | Edição em Videoclipe | Indicado  |